# Formule 1 in 1968
Het Formule 1-seizoen 1968 was het 19de FIA Formula One World Championship seizoen. Het begon op 1 januari en eindigde op 3 november na twaalf races.
Graham Hill werd voor de tweede keer wereldkampioen met Lotus.
Dit was het eerste seizoen waarin vleugels gebruikt werden door de teams.
De FIA liet voor het eerst ongelimiteerde sponsoring toe op de wagens.

## Kalender
| GP nr. | Ronde | Grand Prix                 | Circuit                        | Plaats                     | Datum        |
| ------ | ----- | -------------------------- | ------------------------------ | -------------------------- | ------------ |
| 162    | 1     | GP van Zuid-Afrika         | Kyalami Grand Prix Circuit     | Midrand                    | 1 januari    |
| 163    | 2     | GP van Spanje              | Circuito Permanente del Jarama | San Sebastián de los Reyes | 12 mei       |
| 164    | 3     | GP van Monaco              | Circuit de Monaco              | Monte Carlo                | 26 mei       |
| 165    | 4     | GP van België              | Circuit de Spa-Francorchamps   | Francorchamps              | 9 juni       |
| 166    | 5     | GP van Nederland           | Circuit Park Zandvoort         | Zandvoort                  | 23 juni      |
| 167    | 6     | GP van Frankrijk           | Circuit de Rouen-les-Essarts   | Orival (Seine-Maritime)    | 7 juli       |
| 168    | 7     | GP van Groot-Brittannië    | Brands Hatch                   | West Kingsdown             | 20 juli      |
| 169    | 8     | GP van Duitsland           | Nürburgring Nordschleife       | Nürburg                    | 4 augustus   |
| 170    | 8     | GP van Italië              | Autodromo Nazionale Monza      | Monza                      | 8 september  |
| 171    | 10    | GP van Canada              | Circuit Mont-Tremblant         | Mont-Tremblant (Quebec)    | 22 september |
| 172    | 11    | GP van de Verenigde Staten | Watkins Glen International     | Watkins Glen (New York)    | 6 oktober    |
| 173    | 12    | GP van Mexico              | Magdalena Mixhuca Circuit      | Mexico-Stad                | 3 november   |

## Resultaten en klassement

### Grands Prix
| Ronde | Grand Prix                 | Poleposition   | Snelste ronde        | Winnende coureur | Winnende constructeur | Banden | Verslag |
| ----- | -------------------------- | -------------- | -------------------- | ---------------- | --------------------- | ------ | ------- |
| 1     | GP van Zuid-Afrika         | Jim Clark      | Jim Clark            | Jim Clark        | Lotus-Ford            | F      | Verslag |
| 2     | GP van Spanje              | Chris Amon     | Jean-Pierre Beltoise | Graham Hill      | Lotus-Ford            | F      | Verslag |
| 3     | GP van Monaco              | Graham Hill    | Richard Attwood      | Graham Hill      | Lotus-Ford            | F      | Verslag |
| 4     | GP van België              | Chris Amon     | John Surtees         | Bruce McLaren    | McLaren-Ford          | G      | Verslag |
| 5     | GP van Nederland           | Chris Amon     | Jean-Pierre Beltoise | Jackie Stewart   | Matra-Ford            | D      | Verslag |
| 6     | GP van Frankrijk           | Jochen Rindt   | Pedro Rodríguez      | Jacky Ickx       | Ferrari               | F      | Verslag |
| 7     | GP van Groot-Brittannië    | Graham Hill    | Jo Siffert           | Jo Siffert       | Lotus-Ford            | F      | Verslag |
| 8     | GP van Duitsland           | Jacky Ickx     | Jackie Stewart       | Jackie Stewart   | Matra-Ford            | D      | Verslag |
| 9     | GP van Italië              | John Surtees   | Jackie Oliver        | Denny Hulme      | McLaren-Ford          | G      | Verslag |
| 10    | GP van Canada              | Jochen Rindt   | Jo Siffert           | Denny Hulme      | McLaren-Ford          | G      | Verslag |
| 11    | GP van de Verenigde Staten | Mario Andretti | Jackie Stewart       | Jackie Stewart   | Matra-Ford            | D      | Verslag |
| 12    | GP van Mexico              | Jo Siffert     | Jo Siffert           | Graham Hill      | Lotus-Ford            | F      | Verslag |

### Puntentelling
Punten worden toegekend aan de top zes geklasseerde coureurs. 
| Positie | 01e0 | 02e0 | 03e0 | 04e0 | 05e0 | 06e0 |
| Punten  | 9    | 6    | 4    | 3    | 2    | 1    |

### Klassement bij de coureurs
De vijf beste resultaten van de eerste zes wedstrijden en de vijf beste resultaten van de zes laatste wedstrijden tellen mee voor de eindstand.
| Pos. | Coureur              | ZAF  | SPA  | MON | BEL  | NED | FRA  | GBR  | DUI | ITA  | CAN  | VST  | MEX  | Punten |
| ---- | -------------------- | ---- | ---- | --- | ---- | --- | ---- | ---- | --- | ---- | ---- | ---- | ---- | ------ |
| 1    | Graham Hill          | 2    | 1    | 1P  | DNF  | 9   | DNF  | DNFP | 2   | DNF  | 4    | 2    | 1    | 48     |
| 2    | Jackie Stewart       | DNF  |      |     | 4    | 1   | 3    | 6    | 1S  | DNF  | 6    | 1S   | 7    | 36     |
| 3    | Denny Hulme          | 5    | 2    | 5   | DNF  | DNF | 5    | 4    | 7   | 1    | 1    | DNF  | DNF  | 33     |
| 4    | Jacky Ickx           | DNF  | DNF  |     | 3    | 4   | 1    | 3    | 4P  | 3    | DNS  |      | DNF  | 27     |
| 5    | Bruce McLaren        |      | DNF  | DNF | 1    | DNF | 8    | 7    | 13  | DNF  | 2    | 6    | 2    | 22     |
| 6    | Pedro Rodriguez      | DNF  | DNF  | DNF | 2    | 3   | NCS  | DNF  | 6   | DNF  | 3    | DNF  | 4    | 18     |
| 7    | Jo Siffert           | 7    | DNF  | DNF | 7    | DNF | 11   | 1S   | DNF | DNF  | DNFS | 5    | 6PS0 | 13     |
| 8    | John Surtees         | 8    | DNF  | DNF | DNFS | DNF | 2    | 5    | DNF | DNFP | DNF  | 3    | DNF  | 12     |
| 9    | Jean-Pierre Beltoise | 6    | 5S   | DNF | 8    | 2S  | 9    | DNF  | DNF | 5    | DNF  | DNF  | DNF  | 11     |
| 10   | Chris Amon           | 4    | DNFP |     | DNFP | 6P  | 10   | 2    | DNF | DNF  | DNF  | DNF  | DNF  | 10     |
| 11   | Jim Clark            | 1PS0 |      |     |      |     |      |      |     |      |      |      |      | 9      |
| 12   | Jochen Rindt         | 3    | DNF  | DNF | DNF  | DNF | DNFP | DNF  | 3   | DNF  | DNFP | DNF  | DNF  | 8      |
| 13   | Richard Attwood      |      |      | 2S  | DNF  | 7   | 7    | DNF  | 14  |      |      |      |      | 6      |
| 14   | Johnny Servoz-Gavin  |      |      | DNF |      |     | DNF  |      |     | 2    | DNF  |      | DNF  | 6      |
| 15   | Jackie Oliver        |      |      | DNF | 5    | NC  | DNS  | DNF  | 11  | DNFS | DNF  | DNS  | 3    | 6      |
| 16   | Ludovico Scarfiotti  | DNF  | 4    | 4   |      |     |      |      |     |      |      |      |      | 6      |
| 17   | Lucien Bianchi       |      |      | 3   | 6    | DNF |      |      | DNF |      | NC   | NC   | DNF  | 5      |
| 18   | Vic Elford           |      |      |     |      |     | 4    | DNF  | DNF | DNF  | 5    | DNF  | 8    | 5      |
| 19   | Brian Redman         | DNF  | 3    |     | DNF  |     |      |      |     |      |      |      |      | 4      |
| 20   | Piers Courage        |      | DNF  | DNF | DNF  | DNF | 6    | 8    | 8   | 4    | DNF  | DNF  | DNF  | 4      |
| 21   | Dan Gurney           | DNF  |      | DNF |      | DNF |      | DNF  | 9   | DNF  | DNF  | 4    | DNF  | 3      |
| 22   | Jo Bonnier           | DNF  |      | DNQ | DNF  | 8   |      | DNF  |     | 6    | DNF  | NC   | 5    | 3      |
| 23   | Jack Brabham         | DNF  | DNS  | DNF | DNF  | DNF | DNF  | DNF  | 5   | DNF  | DNF  | DNF  | 10   | 2      |
| 24   | Silvio Moser         |      |      | DNQ |      | 5   |      | NC   | DNS | DNQ  |      |      |      | 2      |
| 25   | Henri Pescarolo      |      |      |     |      |     |      |      |     |      | DNF  | DNS  | 9    | 0      |
| 26   | John Love            | 9    |      |     |      |     |      |      |     |      |      |      |      | 0      |
| 27   | Hubert Hahne         |      |      |     |      |     |      |      | 10  |      |      |      |      | 0      |
| 28   | Kurt Ahrens Jr.      |      |      |     |      |     |      |      | 12  |      |      |      |      | 0      |
| —    | Jackie Pretorius     | NC   |      |     |      |     |      |      |     |      |      |      |      | 0      |
| —    | Derek Bell           |      |      |     |      |     |      |      |     | DNF  |      | DNF  |      | 0      |
| —    | Mario Andretti       |      |      |     |      |     |      |      |     | DNS  |      | DNFP |      | 0      |
| —    | Bobby Unser          |      |      |     |      |     |      |      |     | DNS  |      | DNF  |      | 0      |
| —    | Andrea de Adamich    | DNF  |      |     |      |     |      |      |     |      |      |      |      | 0      |
| —    | Dave Charlton        | DNF  |      |     |      |     |      |      |     |      |      |      |      | 0      |
| —    | Mike Spence          | DNF  |      |     |      |     |      |      |     |      |      |      |      | 0      |
| —    | Basil van Rooyen     | DNF  |      |     |      |     |      |      |     |      |      |      |      | 0      |
| —    | Sam Tingle           | DNF  |      |     |      |     |      |      |     |      |      |      |      | 0      |
| —    | Jo Schlesser         |      |      |     |      |     | DNF  |      |     |      |      |      |      | 0      |
| —    | Robin Widdows        |      |      |     |      |     |      | DNF  |     |      |      |      |      | 0      |
| —    | David Hobbs          |      |      |     |      |     |      |      |     | DNF  |      |      |      | 0      |
| —    | Bill Brack           |      |      |     |      |     |      |      |     |      | DNF  |      |      | 0      |
| —    | Moisés Solana        |      |      |     |      |     |      |      |     |      |      |      | DNF  | 0      |
| —    | Al Pease             |      |      |     |      |     |      |      |     |      | DNS  |      |      | 0      |
| —    | Frank Gardner        |      |      |     |      |     |      |      |     | DNQ  |      |      |      | 0      |
| Pos. | Coureur              | ZAF  | SPA  | MON | BEL  | NED | FRA  | GBR  | DUI | ITA  | CAN  | VST  | MEX  | Punten |

| Resultaat                       |
| ------------------------------- |
| Winnaar                         |
| Tweede plaats                   |
| Derde plaats                    |
| Gefinisht (punten behaald)      |
| Gefinisht (geen punten behaald) |
| Niet geklasseerd (NC)           |
| Uitgevallen (DNF)               |
| Niet gekwalificeerd (DNQ)       |
| Gediskwalificeerd (DSQ)         |
| Niet gestart (DNS)              |
| Gewond (INJ)                    |
| Uitgesloten (EX)                |
| Teruggetrokken (WD)             |
| Niet deelgenomen (blanco cel)   |
| P Pole position                 |
| S Snelste ronde                 |

### Klassement bij de constructeurs
Per race telt alleen het beste resultaat mee voor het constructeurs kampioenschap.
De vijf beste resultaten van de eerste zes wedstrijden en de vijf beste resultaten van de zes laatste wedstrijden tellen mee voor de eindstand.
| Pos. | Constructeur    | ZAF  | SPA  | MON | BEL  | NED | FRA  | GBR  | DUI | ITA  | CAN  | VST | MEX  | Punten |
| ---- | --------------- | ---- | ---- | --- | ---- | --- | ---- | ---- | --- | ---- | ---- | --- | ---- | ------ |
| 1    | Lotus-Ford      | 1PS0 | 1    | 1P  | 5    | 9   | 11   | 1PS0 | 2   | DNFS | 4S   | 2P  | 1PS0 | 75     |
| 2    | McLaren-Ford    |      | 2    | 5   | 1    | DNF | 5    | 4    | 7   | 1    | 1    | 4   | 2    | 56     |
| 3    | Matra-Ford      | 6    | 5S   | DNF | 4    | 1   | 3    | 6    | 1S  | 2    | 6    | 1S  | 7    | 45     |
| 4    | Ferrari         | 4    | DNFP |     | 3P   | 4P  | 1    | 2    | 4P  | 3    | DNF  | DNF | DNF  | 37     |
| 5    | BRM             | DNF  | DNF  | 2S  | 2    | 3   | 6S   | 8    | 6   | 4    | 3    | DNF | 4    | 28     |
| 6    | Honda           | 8    | DNF  | DNF | DNFS | DNF | 2    | 5    | DNF | DNFP | DNF  | 3   | 5    | 14     |
| 7    | Cooper-BRM      |      | 3    | 3   | 6    | DNF | 4    | DNF  | DNF | DNF  | 5    | NC  | 8    | 14     |
| 8    | Brabham-Repco   | 3    | DNF  | DNF | DNF  | 5   | DNFP | DNF  | 3   | DNF  | DNFP | DNF | 10   | 12     |
| 9    | Matra           |      |      | DNF | 8    | 2S  | 9    | DNF  | DNF | 5    | DNF  | DNF | 9    | 8      |
| 10   | McLaren-BRM     | 5    | WD   | DNQ | DNF  | 8   |      | DNF  | WD  | 6    | DNF  | NC  | DNS  | 3      |
| 11   | Cooper-Maserati | 7    |      |     |      |     |      | WD   |     |      |      |     |      | 0      |
| 12   | Eagle-Weslake   | DNF  |      | DNF | WD   |     | WD   | DNF  | 9   | DNF  |      |     |      | 0      |
| 13   | Lola-BMW        |      |      |     |      |     |      |      | 10  |      |      |     |      | 0      |
| —    | Brabham-Climax  | NC   |      |     |      |     |      |      |     |      |      |     |      | 0      |
| —    | LDS-Repco       | DNF  |      |     |      |     |      |      |     |      |      |     |      | 0      |
| —    | Cooper-Climax   | DNF  |      |     |      |     |      |      |     |      |      |     |      | 0      |
| Pos. | Constructeur    | ZAF  | SPA  | MON | BEL  | NED | FRA  | GBR  | DUI | ITA  | CAN  | VST | MEX  | Punten |

| Resultaat                       |
| ------------------------------- |
| Winnaar                         |
| Tweede plaats                   |
| Derde plaats                    |
| Gefinisht (punten behaald)      |
| Gefinisht (geen punten behaald) |
| Niet geklasseerd (NC)           |
| Uitgevallen (DNF)               |
| Niet gekwalificeerd (DNQ)       |
| Gediskwalificeerd (DSQ)         |
| Niet gestart (DNS)              |
| Gewond (INJ)                    |
| Uitgesloten (EX)                |
| Teruggetrokken (WD)             |
| Niet deelgenomen (blanco cel)   |
| P Pole position                 |
| S Snelste ronde                 |

1950 · 1951 · 1952 · 1953 · 1954 · 1955 · 1956 · 1957 · 1958 · 1959 · 1960 · 1961 · 1962 · 1963 · 1964 · 1965 · 1966 · 1967 · 1968 · 1969 · 1970 · 1971 · 1972 · 1973 · 1974 · 1975 · 1976 · 1977 · 1978 · 1979 · 1980 · 1981 · 1982 · 1983 · 1984 · 1985 · 1986 · 1987 · 1988 · 1989 · 1990 · 1991 · 1992 · 1993 · 1994 · 1995 · 1996 · 1997 · 1998 · 1999 · 2000 · 2001 · 2002 · 2003 · 2004 · 2005 · 2006 · 2007 · 2008 · 2009 · 2010 · 2011 · 2012 · 2013 · 2014 · 2015 · 2016 · 2017 · 2018 · 2019 · 2020 · 2021 · 2022 · 2023 · 2024 · 2025 · 2026 
 Lijst van Formule 1 Grand Prix-wedstrijden